# IC 2803
IC 2803 је спирална галаксија у сазвјежђу Лав која се налази на листи објеката дубоког неба у Индекс каталогу.
Деклинација објекта је + 9° 51' 0" а ректасцензија 11h 24m 35,3s. Привидна величина (магнитуда) објекта IC 2803 износи 15,2 а фотографска магнитуда 16,0.